# Slovenia International 1993
Die Slovenia International 1993 als offene internationale Meisterschaften von Slowenien im Badminton fanden vom 22. bis zum 24. Oktober 1993 in Ljubljana statt.

## Sieger und Platzierte
| Disziplin    | Gold                                  | Silber                             | Bronze                                |
| ------------ | ------------------------------------- | ---------------------------------- | ------------------------------------- |
| Herreneinzel | Hannes Fuchs                          | Vladislav Druzchenko               | Ricardo Fernandes                     |
| Herreneinzel | Hannes Fuchs                          | Vladislav Druzchenko               | Fernando Silva                        |
| Dameneinzel  | Andrea Harsági                        | Elena Nozdran                      | Andrea Dakó                           |
| Dameneinzel  | Andrea Harsági                        | Elena Nozdran                      | Mateja Slatnar                        |
| Herrendoppel | Vladislav Druzchenko Valerij Strelcov | Heimo Götschl Harald Koch          | Lawrence Chew Si Hock Jorge Rodríguez |
| Herrendoppel | Vladislav Druzchenko Valerij Strelcov | Heimo Götschl Harald Koch          | Fernando Silva Ricardo Fernandes      |
| Damendoppel  | Irina Koloskova Elena Nozdran         | Natalja Esipenko Santi Wibowo      | Urša Jovan Maja Pohar                 |
| Damendoppel  | Irina Koloskova Elena Nozdran         | Natalja Esipenko Santi Wibowo      | Andrea Dakó Andrea Harsági            |
| Mixed        | Valerij Strelcov Elena Nozdran        | Lawrence Chew Si Hock Santi Wibowo | Harald Koch Verena Fastenbauer        |
| Mixed        | Valerij Strelcov Elena Nozdran        | Lawrence Chew Si Hock Santi Wibowo | Heimo Götschl Zuzana Kalivodová       |